# Parco naturale regionale Fiume Ofanto
Il parco naturale regionale Fiume Ofanto è un'area naturale protetta istituita nel 2007 dalla regione Puglia situata nei comuni di Rocchetta Sant'Antonio, Canosa di Puglia, Minervino Murge, Spinazzola, Trinitapoli San Ferdinando di Puglia, Candela, Ascoli Satriano, Cerignola, Margherita di Savoia e Barletta.
Nel parco ci sono numerose testimonianze storiche, soprattutto nei dintorni di Canosa di Puglia.
Queste vanno dalla via Traiana con il Ponte romano sull'Ofanto tra Cerignola e Canosa al sito archeologico di Canne della Battaglia.

## Galleria d'immagini

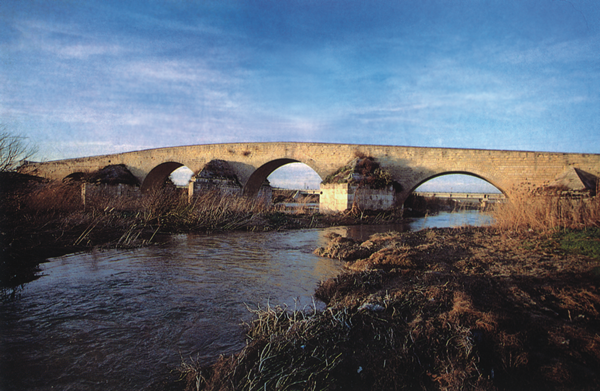
Ponte romano sulla Via Traiana tra Canosa e Cerignola
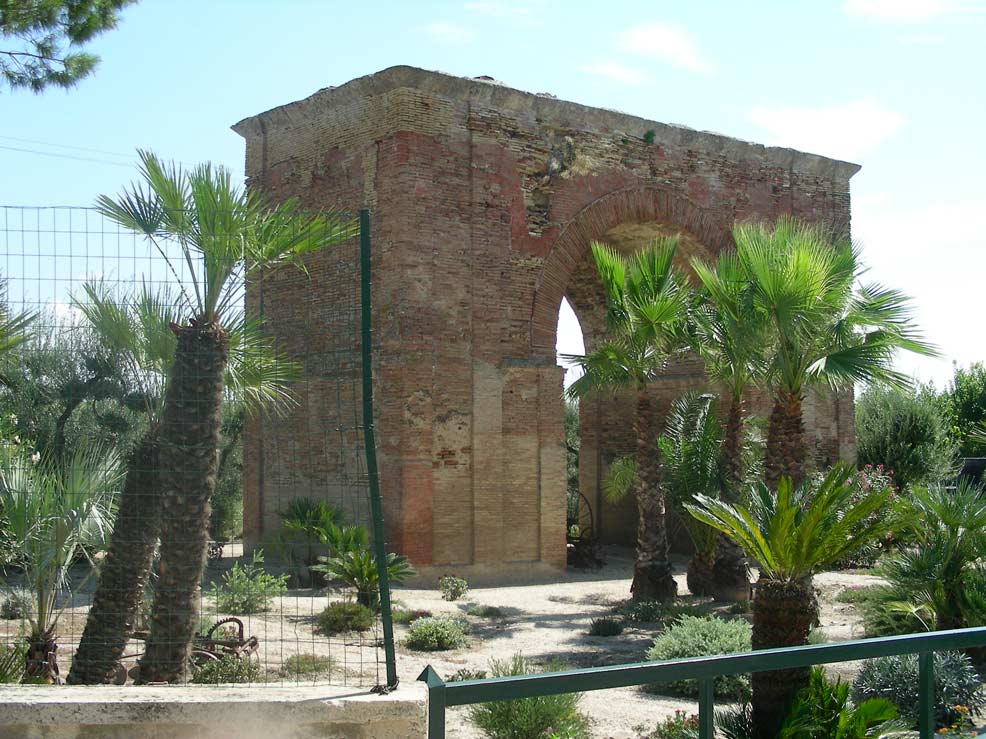
Arco di Traiano in Via Cerignola a Canosa. Inglobato all'interno di un vivaio per piante.
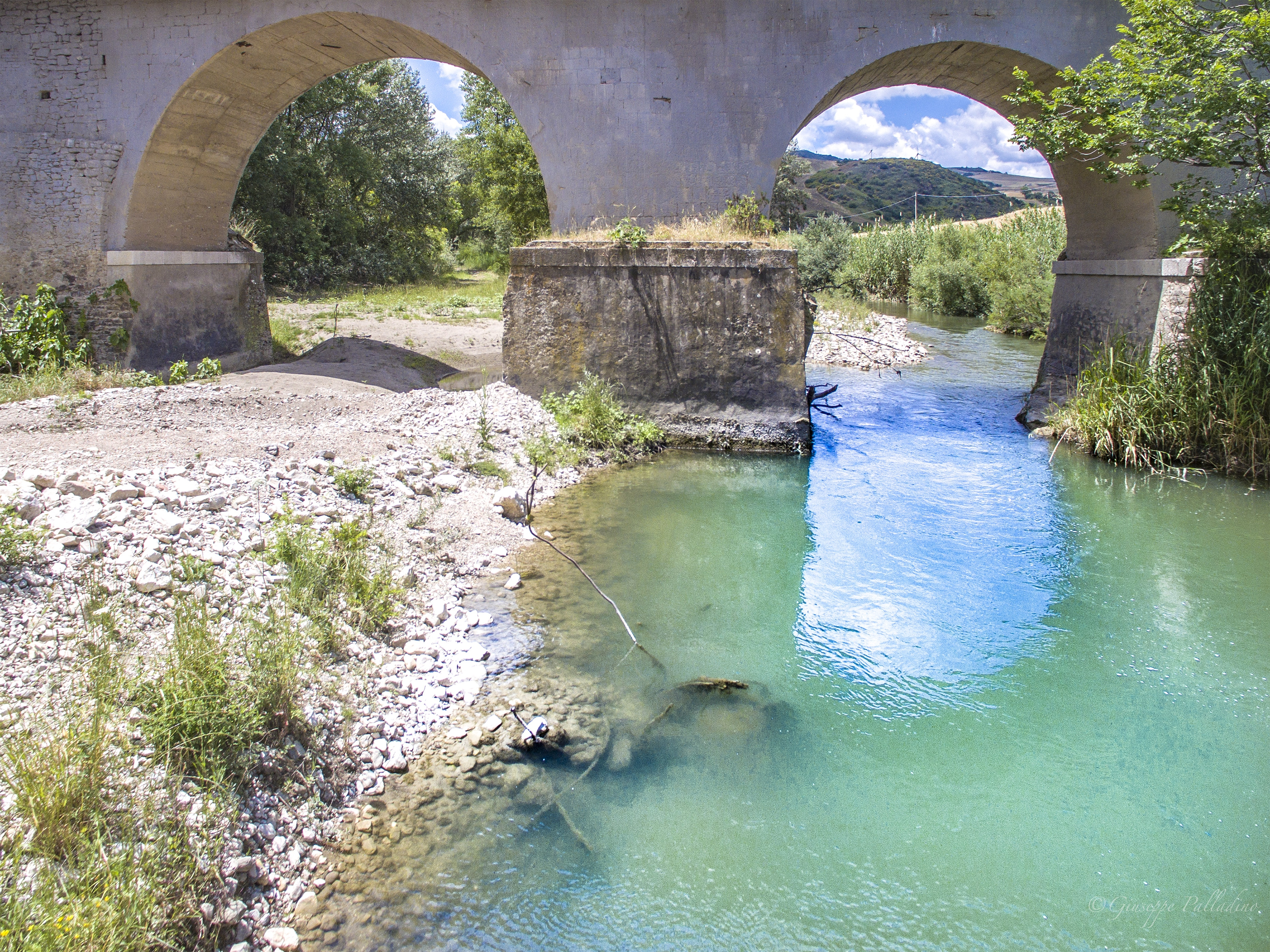
Ponte stradale al confine tra Puglia e Basilicata